# ریش‌مرغ پیشانی‌آتشی
ریش‌مرغ پیشانی‌آتشی یا ریش‌مرغ آتش‌پیشانی (نام علمی: Psilopogon armillaris) نوعی ریش‌مرغ آسیایی بومی جاوه و بالی است. دارای پرهای سبز، پیشانی زرد-نارنجی، پشت آبی و هلالی نارنجی بر روی سینه است. حدود ۱۹٫۵–۲۳ سانتیمتر (۷٫۷–۹٫۱ اینچ) طول و وزن آن ۶۱–۷۹ گرم (۲٫۲–۲٫۸ اونس) است. زیستگاه‌های طبیعی آن جنگل‌های جلگه‌ای نمناک نیمه‌گرمسیری یا گرمسیری و جنگل‌های کوهستانی نمناک نیمه‌گرمسیری یا گرمسیری است.